# En Kammerpiges Dagbog
En Kammerpiges Dagbog (Le Journal d'une femme de chambre) er en roman af den franske forfatter Octave Mirbeau (1900).